# アイヴァン (ティラノサウルス)

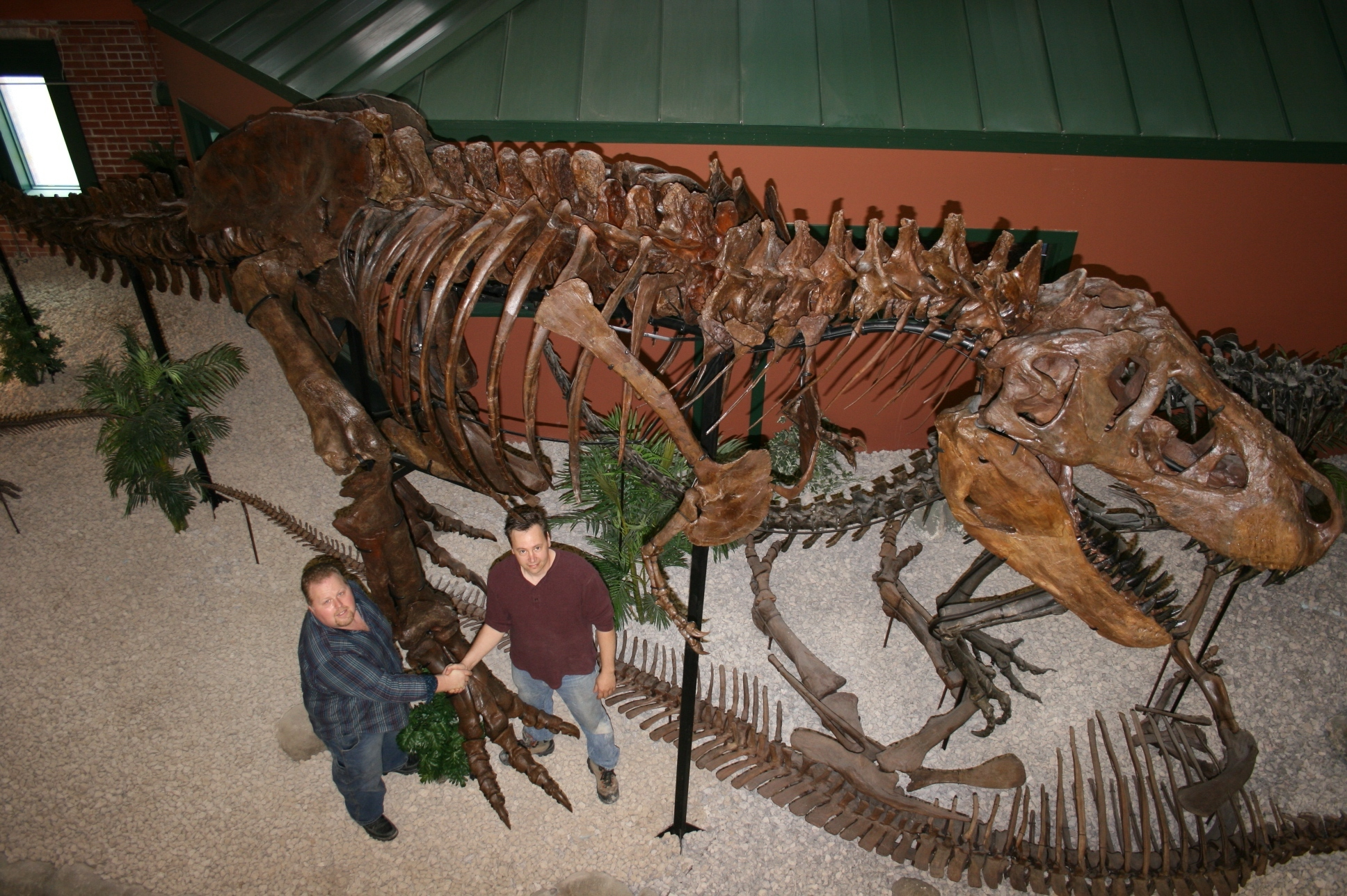
エドモントサウルスを襲う姿で復元されたアイヴァン

アイヴァン（Ivan）は、2005年にアメリカ合衆国サウスダコタ州で発見されたティラノサウルスの標本。全身の約65%の骨が揃っていて保存度は高い。実骨標本は2018年からカンザス州ウィチタ市のMuseum of World Treasures (en) に所蔵されている。

## 発見
2005年、アメリカ合衆国サウスダコタ州で、アラン・コムロスキー率いるアマチュア古生物学者のチームがティラノサウルスの化石を発見した。産地は農家アイヴァン・マクギーの土地で、マクギーは発掘前には当該の土地から恐竜化石が出ることはないと主張していたが、その主張は覆ることになった。化石は地下約1.5メートル地点から産出した。
土地の所有者の名前にちなみ、標本には「アイヴァン」という愛称が名付けられた。

## 特徴
全長約12メートル、腰の高さは約3.7メートル。産出した骨は全身の60 - 65%程度に上っており、特に尾椎が多く揃っている。65%という値はティラノサウルスの標本としては良く保存されている部類に入り、これを上回る標本は約70%のスタンや約80%のスーなど僅かである。
約18歳の亜成体と推定されている。

## 展示
アイヴァンは2007年からカンザス州ウィチタ市のMuseum of World Treasures (en) で常設展示されている。2017年までは個人の所有者が同館に永久貸与する形となっており、そのためアイヴァンの実骨標本は所有者の意向で移転することもあり得た。しかし2018年1月に所有者は標本を博物館へ寄付し、以降恒久的に博物館が管理することとなった。同館の最高開発責任者ロン・スミスによると、寄贈された骨格を受け取るのではなく買い取った場合には数百万ドルを要する見積もりになった。同館は同年2月に化石エリアをリニューアルし、アイヴァンをウィチタ市の名誉市民として歓迎した。
テキサス州のシャーマン博物館（The Sherman Museum）は2012年以降毎年夏にテキサス州で唯一の大規模な恐竜企画展『DINO DAYS』を開催しており、2016年と2020年の展示ではアイヴァンが目玉展示として扱われた。特に2016年には夜間に開館され、来館者が懐中電灯で展示物を照らして見学する仕組みであった。
日本では2021年7月から9月にかけ、大阪府の大阪港南港ATCホールにて『ティラノサウルス展 〜T.Rex 驚異の肉食恐竜〜』が開催された。同展ではアイヴァンをはじめとする5体のティラノサウルスの全身骨格が展示され、特にアイヴァンは日本初上陸を果たした。同年11月からは同名の企画展で愛知県の名古屋市科学館にて展示された。